# GD 356
GD 356 är en ensam stjärna i den södra delen av stjärnbilden Draken. Den har en skenbar magnitud av ca 15,06 och kräver ett större teleskop för att kunna observeras. Baserat på parallaxmätning inom Hipparcosuppdraget på ca 545,4 mas, beräknas den befinna sig på ett avstånd på ca 65 ljusår (ca 21 parsek) från solen. Den rör sig bort från solen med en heliocentrisk radialhastighet på ca 25 km/s.

## Egenskaper
GD 356 är en vit dvärg av spektralklass Dae, vilket betyder att den har en sval heliumrik atmosfär. Den har en massa som är ca 0,67 solmassa och en effektiv temperatur av ca 7 500 K.
GD 356  uppvisar emissionslinjer som visar Zeemaneffekten i väte Balmer-spektrumet. Den tillhör en klass av högmagnetfälts vita dvärgar (HFMWD), men den är unik genom att de delade linjerna är rena emissionslinjer utan absorption. Emissionsområdet verkar bero på ett uppvärmt övre lager i fotosfären där magnetfältet är likformigt inom 10 procents marginal. De magnetiskt delade emissionslinjerna, Hα och Hβ, är cirkulärt polariserade. En förklaring är att det orsakas av en stor elektrisk ström som flyter mellan stjärnans poler och en starkt ledande planet. Andra förklaringar som att det beror på Bondi-Hoyle-ackretion eller på grund av en korona utesluts av bristen på radio- och röntgenemissioner.
Hα-linjedelning är 44,5 nm. I liknande vita dvärgar förväntas en absorptionslinje ses istället, så det betyder att emissionen har tillräcklig energi för att överväldiga eventuell absorption. Emissionen upptäcktes ursprungligen av Jesse L. Greenstein.
Spektrumet varierar inte över perioder av timmar eller dygn. Detta tyder på att rotationsaxeln måste matcha den magnetiska dipolaxeln. Effekten som utstrålas av emissionsledningarna är 1 027 erg/s. Det totala ljuset från den vita dvärgen varierar med 0,2 procent jämt under en period av 117 minuter. Förklaringar till variationen är en mörk fläck som roterar med stjärnan. Denna kan vara nära rotationspolen då den ses nästan från sidan eller vid på ekvatorn med polaxeln pekande ungefär mot jorden.